# Porodnice v Rooseveltově ulici
Porodnice v Rooseveltově ulici (Zemský ústav pro rodičky či porodnické sanatorium dr. Urbana) v Praze 6-Bubenči je zaniklá porodnice, která stála mezi ulicemi Rooseveltova, Českomalínská a Chittussiho poblíž Bučkových sadů.

## Historie
Porodnice vznikla v domě, který si v Bučkových sadech dal roku 1899 pro sebe postavit rytíř Ludvík Urban. Mimo jiné zde 10. prosince 1937 přišel na svět budoucí kancléř a ministr zahraničí Karel Schwarzenberg. Po skončení 2. světové války se zařízení stalo součástí Ústavu národního zdraví. V roce 1945 se primářem ústavu stal dr. Jan Jerie.
Z důvodu nevyhovujícího technického stavu ukončila kolem roku 1986 svou činnost. Budova nebyla dále využívána a chátrala, byla částečně odstrojena, došlo k sundání střechy, objekt vyhořel a zahrada sloužila jako skládka.
V roce 1992 bylo rozhodnuto o její privatizaci; Ministerstvo pro správu národního majetku však neschválilo bezúplatný převod na městskou část Praha 6. Neuskutečnil se žádný z privatizačních projektů, které počítaly se zachováním zdravotní péče.
V roce 1998 došlo ke zboření objektu a na místě popisného čísla 166 byl v roce 2000 postaven obytný dům rezidence Rooseveltova podle návrhu Bořka Šípka.